# Alfoz de Bricia
Alfoz de Bricia è un comune spagnolo di 70 abitanti situato nella comunità autonoma di Castiglia e León.

## Località
Il comune comprende le seguenti località:
- Barrio de Bricia (capoluogo)
- Campino
- Cilleruelo de Bricia
- Lomas de Villamediana
- Montejo de Bricia
- Presillas
- Valderías
- Villamediana de Lomas